# 1.FCロコモティヴェ・ライプツィヒ
1.FCロコモティヴェ・ライプツィヒ（1. Fußballclub Lokomotive Leipzig e.V.）は、ドイツ・ザクセン州ライプツィヒを本拠地とするサッカークラブ。20世紀初頭にはドイツ・サッカー選手権を3度制した古豪クラブである。

## 歴史

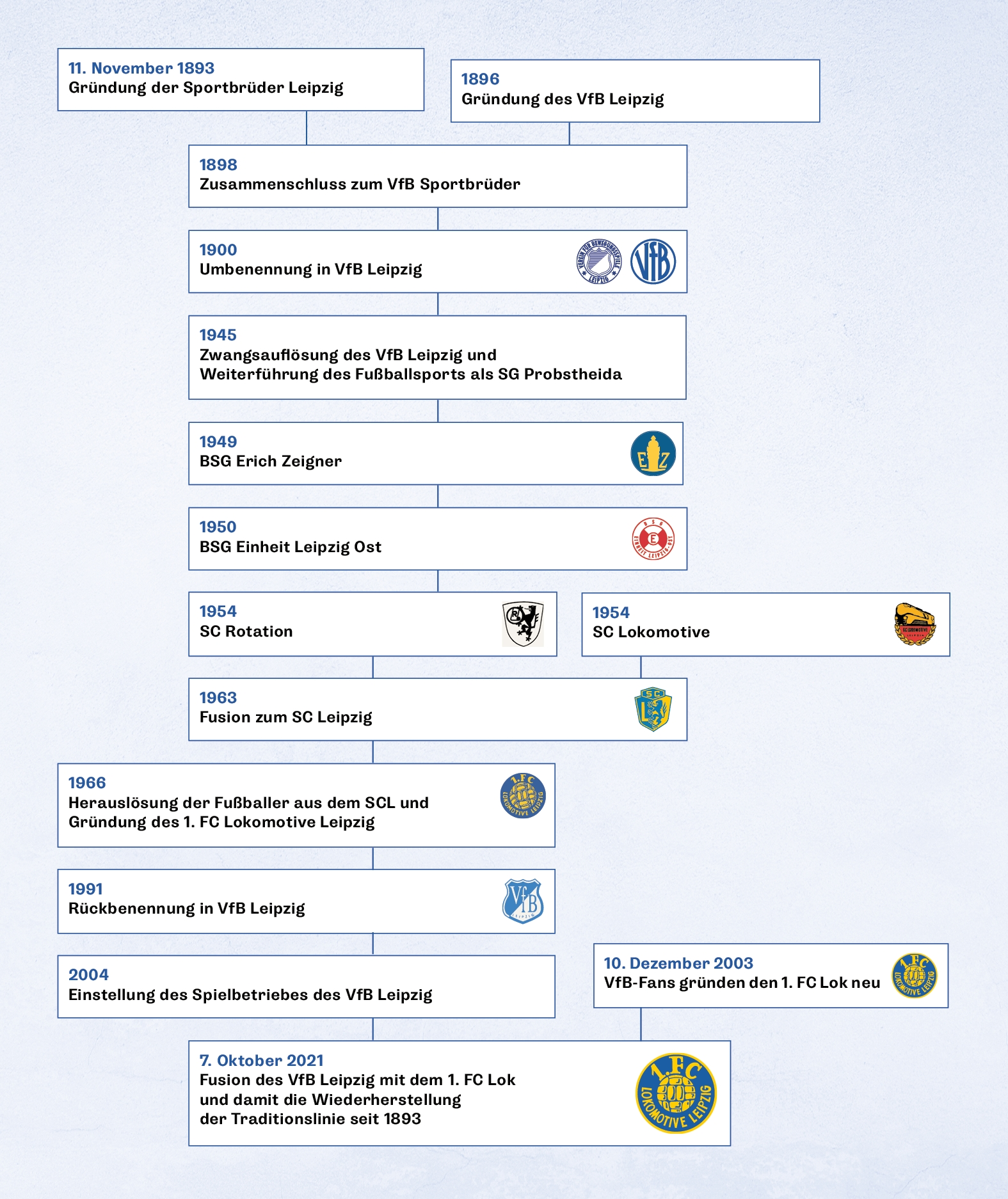
クラブの変遷

1893年11月11日設立と長い歴史を持つクラブである。しかし、他クラブとの合併や吸収、2度に及ぶクラブの解散など非常に複雑な歴史を経験したクラブでもある。母体となったクラブは1893年11月に設立されたシュポルトブリューダー・ライプツィヒ (Sportbrüder Leipzig)であり、わずか3年後に近隣のVfBライプツィヒ (VfB Leipzig)と歴史上初の合併を行い、VfBシュポルトブリューダー (VfB Sportbrüder)へと改名された。1900年1月にはドイツサッカー黎明期を代表するクラブとしてドイツサッカー連盟の創設に尽力したものの、連盟設立後に再びクラブ名の改名を行い、よりシンプルなVfBライプツィヒ (VfB Leipzig)とした。
1903シーズンを第1回大会としてスタートしたドイツ・サッカー選手権では、同シーズンに初代王者としてクラブ初のメジャータイトルを獲得すると、1906シーズンと1913シーズンにも優勝を果たした。1948年、ドイツが東西に分裂して東ドイツに位置していたザクセン州は、1949年に発足したDDRオーバーリーガへ組み込まれたため、VfBライプツィヒも同リーグへ参加したこのリーグでの優勝経験はないものの3度の準優勝を経験した。また、この間の1963年にはVfBライプツィヒとSCロコモティヴェ (SC Lomotive)が合併して総合スポーツクラブのSCライプツィヒ (SC Leipzig)が誕生。1966年1月に同クラブからサッカー部門が独立して1.FCロコモティヴェ・ライプツィヒ (1. FC Lokomotive Leipzig)が創設された。

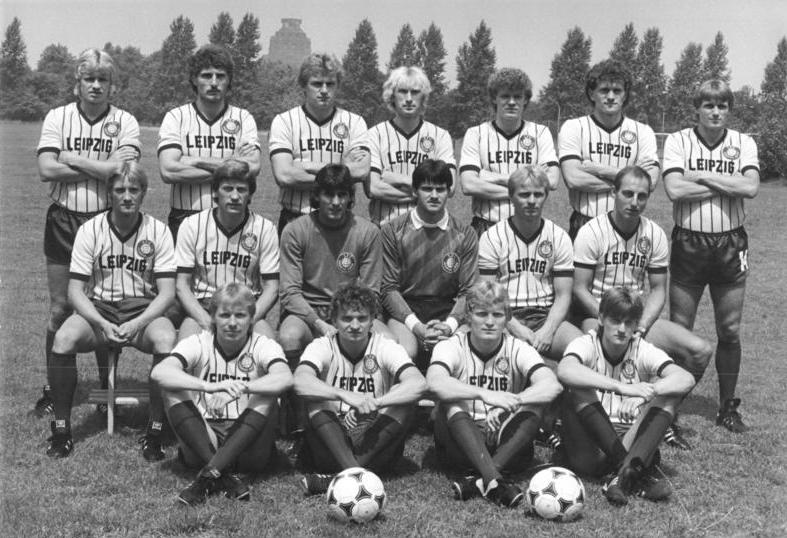
1986-87シーズンのメンバー

ヨーロッパの国際舞台では1963-64シーズンのインターシティーズ・フェアーズカップから参加し始め、1973-74シーズンのUEFAカップでは準決勝まで進出したもののトッテナム・ホットスパーFCの前に決勝進出の夢は絶たれた。次にタイトルに最も近づいたのは1986-87シーズンのUEFAカップウィナーズカップである。SKラピード・ウィーンやFCジロンダン・ボルドーを下して登り詰めたアヤックス・アムステルダムとの決勝戦では、前半20分に許したマルコ・ファン・バステンの得点が決勝ゴールとなり、準優勝に終わった。
1990年10月、ドイツ再統一によって東西リーグの統一が行われると、以前まで使用していたVfBライプツィヒ (VfB Leipzig)へと改名し、1991-92シーズンの2. ブンデスリーガから参加した。翌シーズンにリーグ戦3位に輝くとSCフライブルクらと共にブンデスリーガへと昇格した。しかし、34試合でわずか3勝と力およばずに降格してしまった。その後2部リーグに1998-99シーズンまで所属した後財政難によって4部相当にあたるレギオナルリーガへの降格処分を受けた。4部降格後も財政は悪化の一途を辿り、2004年に極度の財政難が原因で経営が立ち行かなくなり、活動を停止した。
しかし、解散の前年にVfBライプツィヒのサポーター13人が設立した1.FCロコモティヴェ・ライプツィヒ (1. FC Lokomotive Leipzig)がVfBライプツィヒの一部の所属選手やユースチーム、女子サッカー部門を引き継いだ。
2021年2月、アマチュアクラブとして活動していたVfBライプツィヒが破産手続きを完了し、無借金となったことが報じられた。そして同年10月、VfBライプツィヒと1.FCロコモティヴェ・ライプツィヒの運営陣が対面し、正式に両クラブの合併が発表された。これにより、VfBライプツィヒの1893年からの歴史やタイトルをロコモティヴェ・ライプツィヒが引き継いだ。

## タイトル

### 国内タイトル
- ドイツ・サッカー選手権 : 3回
  - 1903, 1906, 1913

- DFBポカール : 1回
  - 1935-36

- FDGBポカール : 5回
  - 1957, 1975-76, 1980-81, 1985-86, 1986-87

- レギオナルリーガ・ノルトオスト : 1回
  - 2019-20

- オーバーリーガ・ノルトオスト : 1回
  - 2015-16

### 国際タイトル
- UEFAインタートトカップ : 1回
  - 1965-66

## 過去の成績
| シーズン | リーグ戦         | リーグ戦 | リーグ戦 | リーグ戦 | リーグ戦 | リーグ戦 | リーグ戦 | リーグ戦 | リーグ戦 | DFBポカール |
| シーズン | ディビジョン     | 試       | 勝       | 分       | 敗       | 得       | 失       | 点       | 順位     | DFBポカール |
| -------- | ---------------- | -------- | -------- | -------- | -------- | -------- | -------- | -------- | -------- | ----------- |
| 1993-94  | ブンデスリーガ   | 34       | 3        | 11       | 20       | 32       | 69       | 17       | 18位     | 2回戦敗退   |
| 1994-95  | 2.ブンデスリーガ | 34       | 11       | 8        | 15       | 44       | 44       | 30       | 13位     | 1回戦敗退   |
| 1995-96  | 2.ブンデスリーガ | 34       | 13       | 6        | 15       | 35       | 49       | 45       | 9位      | 2回戦敗退   |
| 1996-97  | 2.ブンデスリーガ | 34       | 12       | 10       | 12       | 53       | 54       | 46       | 8位      | 1回戦敗退   |
| 1997-98  | 2.ブンデスリーガ | 34       | 10       | 9        | 15       | 31       | 51       | 39       | 15位     | 2回戦敗退   |
| 1998-99  | レギオナルリーガ | 34       | 21       | 7        | 6        | 59       | 28       | 70       | 2位      | 1回戦敗退   |
| 1999-00  | レギオナルリーガ | 34       | 14       | 7        | 13       | 43       | 36       | 49       | 9位      |             |
| 2000-01  | オーバーリーガ   | 38       | 23       | 6        | 5        | 65       | 27       | 75       | 2位      |             |
| 2001-02  | オーバーリーガ   | 32       | 20       | 8        | 4        | 55       | 18       | 68       | 4位      |             |
| 2002-03  | オーバーリーガ   | 34       | 20       | 7        | 7        | 57       | 23       | 67       | 4位      |             |
| 2008-09  | オーバーリーガ   | 30       | 16       | 8        | 6        | 56       | 38       | 56       | 3位      |             |
| 2009-10  | オーバーリーガ   | 30       | 8        | 9        | 13       | 30       | 42       | 33       | 12位     |             |
| 2010-11  | オーバーリーガ   | 30       | 9        | 12       | 9        | 42       | 43       | 39       | 8位      |             |
| 2011-12  | オーバーリーガ   | 26       | 13       | 3        | 10       | 40       | 27       | 42       | 6位      |             |
| 2012-13  | レギオナルリーガ | 30       | 9        | 9        | 12       | 35       | 39       | 36       | 10位     |             |
| 2013-14  | レギオナルリーガ | 30       | 8        | 8        | 14       | 29       | 41       | 32       | 15位     |             |
| 2014-15  | オーバーリーガ   | 30       | 16       | 8        | 6        | 38       | 21       | 56       | 4位      |             |
| 2015-16  | オーバーリーガ   | 30       | 22       | 8        | 0        | 78       | 14       | 74       | 1位      |             |
| 2016-17  | レギオナルリーガ | 34       | 13       | 8        | 13       | 53       | 49       | 47       | 10位     |             |
| 2017-18  | レギオナルリーガ | 34       | 14       | 11       | 9        | 48       | 36       | 53       | 6位      |             |
| 2018-19  | レギオナルリーガ | 34       | 14       | 8        | 12       | 51       | 41       | 50       | 6位      |             |
| 2019-20  | レギオナルリーガ | 22       | 13       | 8        | 1        | 43       | 24       | 47       | 2位      |             |
| 2020-21  | レギオナルリーガ | 12       | 5        | 4        | 3        | 20       | 17       | 19       | 6位      |             |
| 2021-22  | レギオナルリーガ | 38       | 21       | 8        | 9        | 71       | 42       | 71       | 6位      | 1回戦敗退   |

## 歴代監督
- トニー・ウッドコック 1994
- ハンス＝ユルゲン・デルナー 2001-2003
- マルコ・ローゼ 2012-2013

## 歴代所属選手
- ウーヴェ・レスラー 1987-1988
- 村上範和 2015